# Renault Kadjar
La Renault Kadjar è un crossover di fascia medio-alta presentato nel febbraio 2015 al salone dell'automobile di Ginevra e commercializzato dalla casa automobilistica francese Renault nel giugno 2015 fino al 2022. 
Nel 2022, è stata sostituita dalla Renault Austral, anch'essa crossover dell'omonimo marchio francese.
In Europa è stata prodotta in Spagna, a Palencia, mentre in Cina per il solo mercato interno, è stata prodotta a Wuhan.

## Nome
Il nome Kadjar è una parola macedonia e si basa su due parole: Kad che si ispira e richiama i quad e jar che ricorda la parola francese jaillir che significa scattare; la prima lettera K richiama la SUV più grande Koleos.

## Contesto
La Kadjar utilizza la piattaforma modulare CMF (Common Module Family), sviluppata da Renault-Nissan condivisa già da Renault Talisman e dalla quinta generazione di Espace ed utilizzata anche dalla Nissan Qashqai.
Viene offerto con l'ultima versione del sistema di infotainment Renault R Link 2 (con comandi vocale, navigazione, Bluetooth e radio), assistenza alla frenata di emergenza, avviso di uscita dalla corsia e riconoscimento dei segnali stradali con avvisi di limite di velocità, telecamere e sensori a 360 gradi, telecamera di retromarcia e un sistema di parcheggio automatico.

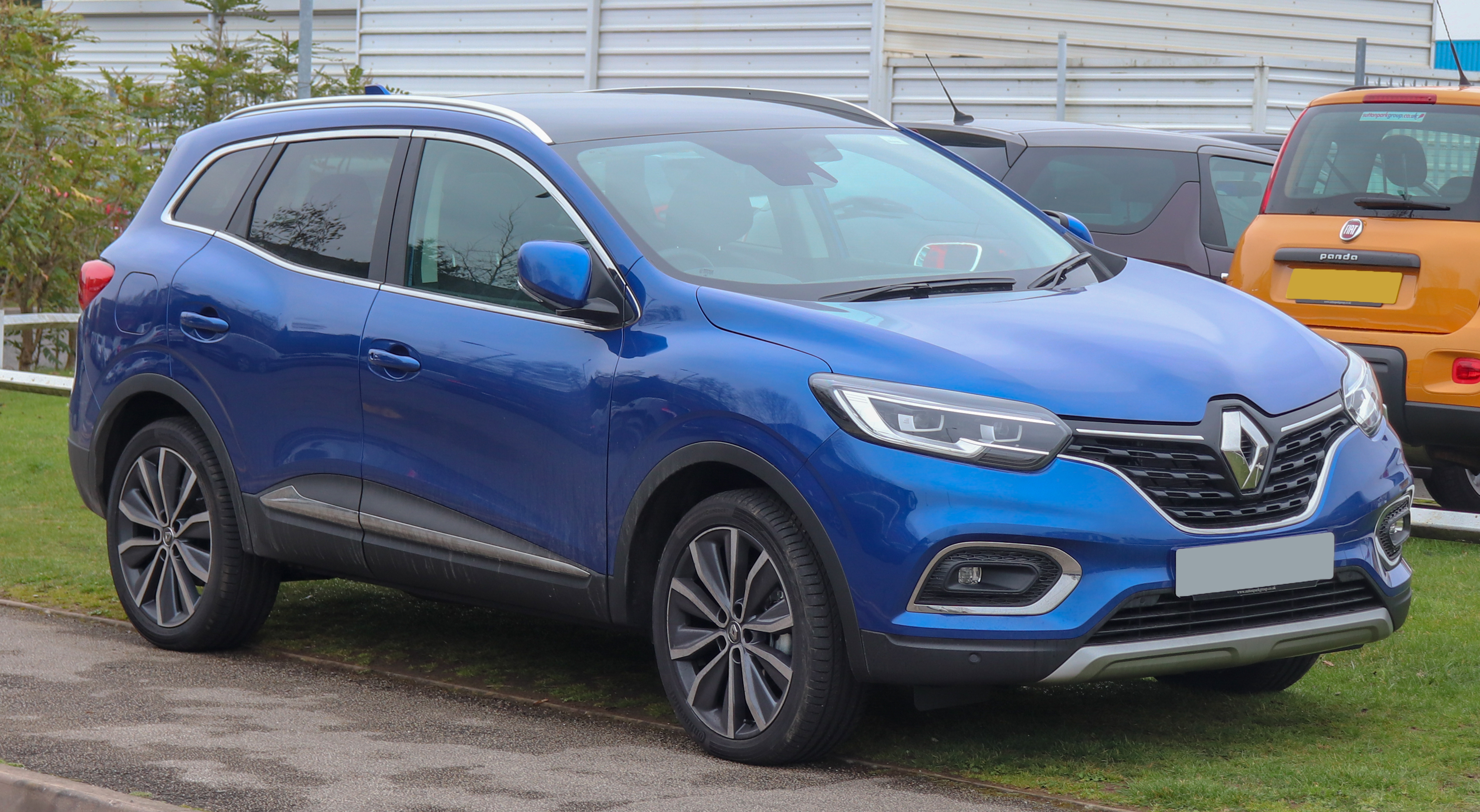
Kadjar restyling 2018

## Restyling 2018
L'auto ha ricevuto un restyling nel 2018, con la produzione che è iniziata l'anno successivo, caratterizzato dall'introduzione di quattro nuove motorizzazioni in sostituzione delle precedenti, nonché una modifica al design che è stato aggiornato sia all'esterno che agli interni, con un frontale più moderno e accattivante, modifiche anche al posteriore con nuovi fanali e l'adozione del sistema full LED, nuove finiture e tessuti per i rivestimenti, più spazio per gli oggetti, un nuovo sistema di infotainment aggiornato e alcune piccole modifiche al climatizzatore.

## Motorizzazioni
| Modello     | Anno(i)   | Cilindrata (cm³) | Carburante | Potenza         | Coppia | 0–100 km/h (secondi) | Emissioni CO2 (g/km) |
| TCe 130     | 2015–2018 | 1197             | Benzina    | 131 CV (96 kW)  | 205 Nm | 10.1                 | 126                  |
| TCe 160     | 2017–2018 | 1618             | Benzina    | 163 CV (120 kW) | 240 Nm | 9.2                  | 134                  |
| TCe 140     | 2018-2022 | 1332             | Benzina    | 140 CV (103 kW) | 240 Nm | 10.4                 | 146                  |
| TCe 160     | 2018-2022 | 1332             | Benzina    | 159 CV (117 kW) | 260 Nm | 9.4                  | 144                  |
| dCi 110     | 2015–2018 | 1461             | Diesel     | 110 CV (81 kW)  | 260 Nm | 11.9                 | 99                   |
| dCi 110 EDC | 2015–2018 | 1461             | Diesel     | 110 CV (81 kW)  | 250 Nm | 11.7                 | 99                   |
| dCi 130     | 2015–2018 | 1598             | Diesel     | 131 CV (96 kW)  | 320 Nm | 9.9                  | 113                  |
| dCi 130 4x4 | 2015–2018 | 1598             | Diesel     | 131 CV (96 kW)  | 320 Nm | 10.5                 | 126                  |
| dCi 115     | 2018-2022 | 1461             | Diesel     | 115 CV (85 kW)  | 270 Nm | 11.5                 | 128                  |
| dCi 150 4x4 | 2018-2022 | 1749             | Diesel     | 150 CV (110 kW) | 340 Nm | 10.6                 | 153                  |